# 2001 chez Disney
Cet article présente la liste des évènements de la Walt Disney Company ayant eu lieu en 2001.

## Événements

### Janvier
- 2 janvier 2001, Ouverture de l'hôtel Disney's Grand Californian Resort à Disneyland Resort[1]
- 12 janvier 2001, Inauguration de Downtown Disney au Disneyland Resort
- 13 janvier 2001, Début de la série Disney's tous en boîte sur ABC
- 22 janvier 2001, Début de la série Le Livre de Winnie l'ourson sur Disney Channel

### Février
- 8 février 2001, Ouverture du parc Disney's California Adventure
- 10 février 2001, Première mondiale du film La Cour de récré : Vive les vacances ! aux États-Unis
- 18 février 2001, Sortie en DVD du film La Belle et le Clochard 2
- 18 février 2001, Disney achète 50 % d'Us Weekly détenus par Jann Wenner pour 40 millions d'USD[2]

### Mars
- 10 mars 2001, Le Disney's Polynesian Resort inaugure sa nouvelle piscine
- 25 mars 2001, Décès de Larry Lansburgh, producteur et réalisateur[3],[4]

### Avril
- 5 avril 2001
  - Création de la société Disney Channel International[1]
  - Lancement de Disney Channel Brazil[1]
- 7 avril 2001, Ouverture de l'attraction Who Wants To Be A Millionaire-Play It! aux Disney-MGM Studios
- 11 avril 2001, Lifetime annonce la création d'une troisième chaîne nommée Lifetime Real Women[5].
- 16 avril 2001, Ouverture de l'hôtel Disney's Animal Kingdom Lodge au Walt Disney World Resort
- 27 avril 2001, Fermeture officielle de l'attraction Rocket Rods à Disneyland[6]
- 29 avril 2001, L'attraction Transportarium au Magic Kingdom devient saisonnière

### Mai
- 1er mai 2001, L'attraction Countdown to Extinction est renommée Dinosaur
- 21 mai 2001, Première mondiale du film Pearl Harbor de Touchstone Pictures à Hawaï
- 24 mai 2001, Ouverture de l'attraction Magic Carpets of Aladdin au Magic Kingdom

### Juin
- 3 juin 2001, Première mondiale du film Atlantide, l'empire perdu aux États-Unis
- 15 juin 2001, Sortie nationale du film Atlantide, l'empire perdu aux États-Unis

### Juillet
- 23 juillet 2001, Haim Saban et News Corporation annoncent vouloir vendre la société Fox Family Worldwide à Disney pour 5,3 milliards de dollars[7],[8]

### Août
- 2 août 2001, Le Stage 2 des Walt Disney Studios Burbank est rebaptisé Julie Andrews[9]
- 3 août 2001, Sortie en DVD du film Princesse malgré elle aux États-Unis
- 8 août 2001, Début de l'émission The Wayne Brady Show avec Wayne Brady sur ABC
- 19 août 2001, Fermeture de l'attraction Who Wants To Be A Millionaire-Play It! aux Disney-MGM Studios

### Septembre
- 1er septembre 2001, Fermeture du parc River Country au Walt Disney World Resort.
- 3 septembre 2001, Début de la série d'animation La Légende de Tarzan
- 4 septembre 2001, 
  - Ouverture du parc Tokyo DisneySea au sein du Tokyo Disney Resort
  - Fermeture du DisneyQuest de Chicago
- 5 septembre 2001, Début de l'émission The Amazing Race
- 9 septembre 2001, Fermeture de l'attraction Country Bear Jamboree à Disneyland
- 10 septembre 2001, Disney signe un accord avec OLC en vue de vendre les Disney Store japonaise pour 51 millions d'USD[7].
- 14 septembre 2001, Ouverture de l'attraction Who Wants To Be A Millionaire-Play It! à Disney's California Adventure
- 19 septembre 2001, Création de Buena Vista Interactive[7].
- 26 septembre 2001, Début de la série According to Jim sur ABC
- 30 septembre 2001, 
  - Début de l'émission Alias sur ABC
  - Walt Disney Holdings monte à 25 % de GMTV[10]

### Octobre
- 1er octobre 2001, 
  - Walt Disney International prononce la liquidation de Walt Disney Animation UK[11].
  - Ouverture de l'attraction One Man's Dream aux Disney-MGM Studios
- 8 octobre 2001, Fermeture de l'attraction Journey Into Your Imagination à Epcot
- 9 octobre 2001, Première sortie en DVD de Blanche-Neige et les Sept Nains
- 27 octobre 2001, Le second prototype d'un nouveau concept de Disney Store ouvre à Cherry Hill dans le New Jersey[12].
- 28 octobre 2001, Première mondiale du film Monstres et Cie aux États-Unis

### Novembre
- 6 novembre 2001
  - Sortie en DVD du film Mickey, la magie de Noël
  - Sortie en DVD du film La Cour de récré : Les Vacances de Noël
  - Disney achète la société Baby Einstein Company[13].
- 10 novembre 2001, Disney finalise le rachat de Fox Family Worldwide, renommée plus tard ABC Family[14],[15],[16],[17]
- 28 novembre 2001, Ouverture de l'attraction TriceraTop Spin au Disney's Animal Kingdom